# Paradoxopsyllus kalabukhovi
Paradoxopsyllus kalabukhovi är en loppart som beskrevs av Labunets 1961. Paradoxopsyllus kalabukhovi ingår i släktet Paradoxopsyllus och familjen smågnagarloppor. Inga underarter finns listade i Catalogue of Life.